# Bertha Eichberg
Bertha Eichberg (* 5. April 1844 in Stuttgart; † 10. Februar 1864 in München) war eine deutsche Harfenistin.

## Leben
Bertha Eichberg war die dritte Tochter des Ehepaars Eleonore/Leonore und Moritz Eichberg. Ihr Vater war Chasan in Stuttgart; ihre Schwestern Pauline und Julie wurden ebenfalls Musikerinnen. Bertha Eichberg erhielt ihre Ausbildung bei Gottlieb Krüger in Stuttgart. 1858 und 1859 war sie in Konzerten zusammen mit ihrer Schwester Pauline, die Pianistin war, zu hören. Sie konzertierte in Leipzig, Bremen, Köln, Frankfurt a. M., Wiesbaden, Ems, Hamburg, Heidelberg, Chemnitz und Paris und soll sich neben ihren musikalischen Talenten „ebenso durch eine blendende Schönheit wie durch wahrhafte Bescheidenheit ausgezeichnet“ haben, wie in einem Nachruf zu lesen war.
1863 sollte sie auf Wunsch Franz Lachners Mitglied der königlichen Hofkapelle in München werden. Bertha Eichberg starb jedoch kurz vor ihrem 20. Geburtstag an einem typhösen Fieber. Ihr Leichnam wurde auf dem israelitischen Teil des Hoppenlaufriedhofs in Stuttgart bestattet. Den Nekrolog im Jüdischen Volksblatt verfasste Al. Elsasser aus Laupheim.